# Vilohemmet, Farsta

Vilohemmet (även Ingenjörens hus) är en jugendvilla intill sjön Magelungen vid Gräsmarksgränd 2 i Farsta strand, södra Stockholm. Huset uppfördes 1903 i det som då kallades för Södertörns villastad och är långt synligt över Ågestabron som ligger i närheten.

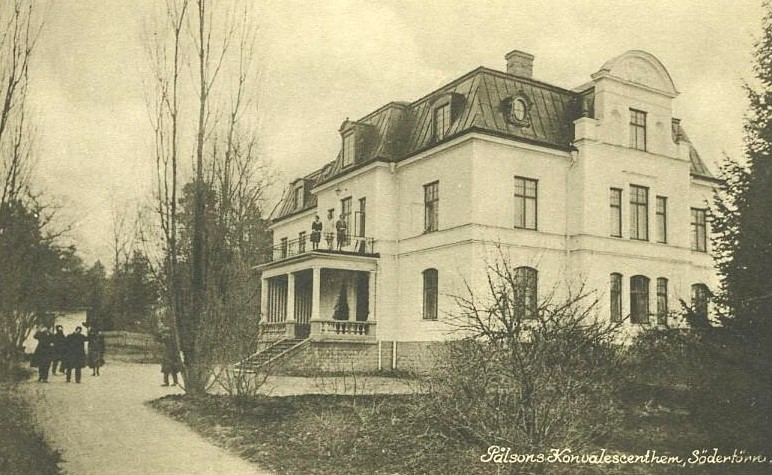
Pålsons konvalescenthem under 1930-talet.

Byggnaden ligger i en södersluttning mot Magelungen. Det är en stor tvåplansvilla i ljusfärgat puts och formgiven i jugendstil men erinrar även om 1700-talets herrgårdsarkitektur med rusticerande fasadbehandling i bottenvåningen. Den kraftiga våningsavskiljande listen samt takgesimsen bär på influenser från 1890-talets stenstadsarkitektur. Det branta mansardtaket, det kupolformade, karnissvängda trapphustaket liksom fönstrens småspröjsade överdel var vanligt i den jugendinspirerade stil som rådde när huset byggdes. Många tak- och väggmålningar från den ursprungliga tiden finns bevarade, likaså kakelugnarna. På tomten finns även det ursprungliga lusthuset kvar.
Huset byggdes som en av de tidiga villorna i Södertörns villastad för ingenjören och uppfinnaren inom tändsticksindustrin Frans Daniel Lundgren, därav namnet Ingenjörens hus. Han bodde ensam och byggde inomhus en velodrom att användas
för motion som en dåtidens motionscykel. Efter två år flyttade han till Östermalm. Därefter bodde ingenjör Hjalmar Fogelmark med hustru i det stora huset.
Huset övertogs efter några år av makarna Albert och Hulda Pålson, som 1928 donerade fastigheten till Stockholms Stads Sjukhusförvaltning för att användas som konvalescenthem under namnet Pålsons konvalescenthem. Huset blev sjuk-, vård-, konvalescent- och ungdomshem i olika former och fick då namnet Vilohemmet. Även kvartersbeteckningen är Vilohemmet. 
Efter 1960 drevs det i regi av Stiftelsen Fanny Hirsch Minne, senare av Stiftelsen Vallmotorpet som hem för bostadslösa ungdomar. 1966-69 byggdes huset om för att inrymma 30 vårdplatser och fyra personalbostäder. 2004 förvärvade Micasa Fastigheter i Stockholm fastigheten som hyrde ut den till ett bolag som bedriver verksamhet för ungdomar som kommer ensamma till Sverige och söker asyl. I väntan på att anvisas en kommun, som ansvarar för ungdomarnas boende och omsorg under asylprocessen, hade de ett tillfälligt boende (så kallat "transitboende") i huset.
Fastigheten köptes hösten 2018 av SISAB i syfte att bygga om den till förskola. Denna process avbröts dock 2022 då kostnaden bedömdes bli alltför hög.
Vilohemmet användes 2023 som inspelningsplats för den åttonde säsongen av underhållningsprogrammet Bäst i test på TV4.

## Bilder

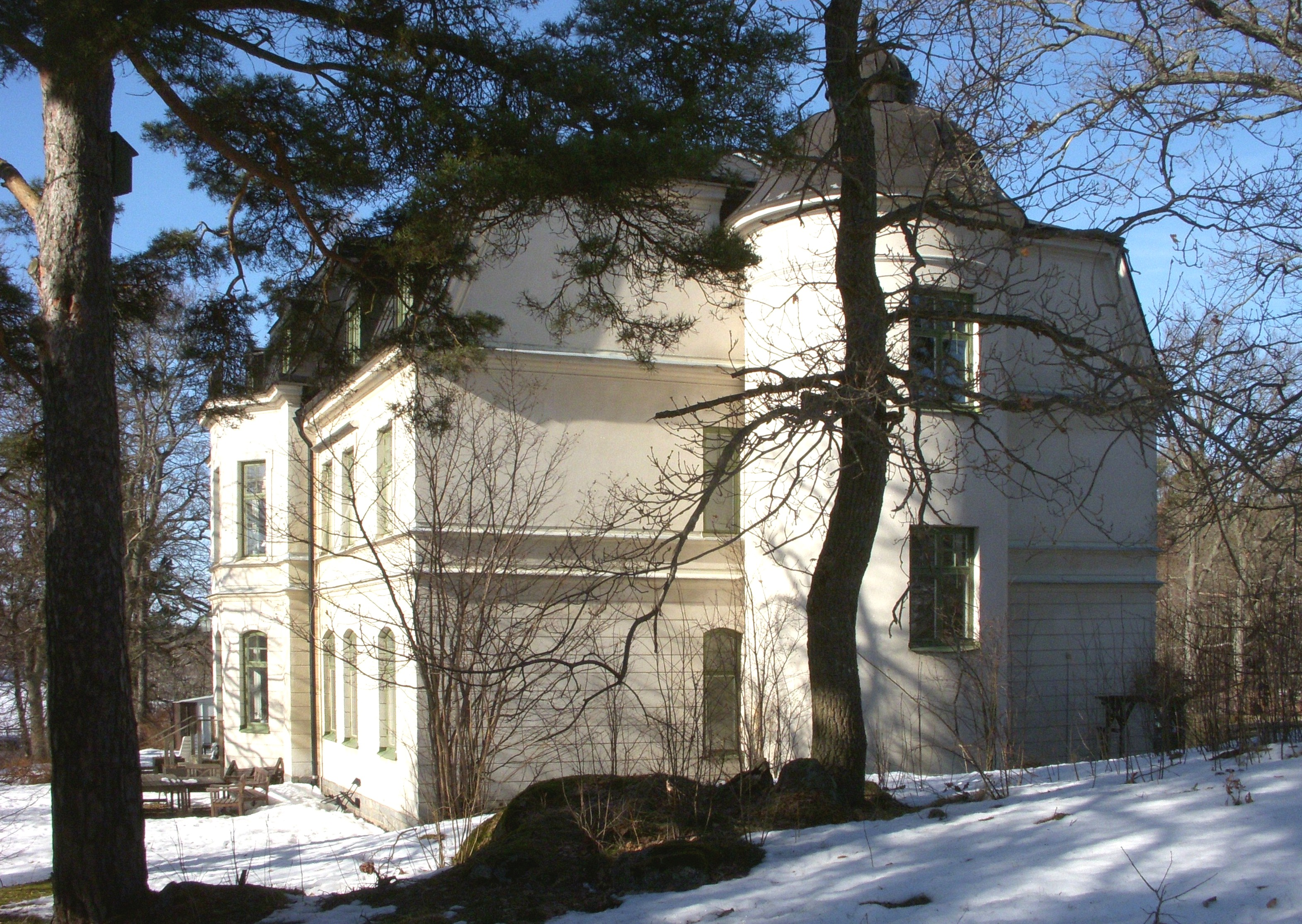
Fasad mot sydöst
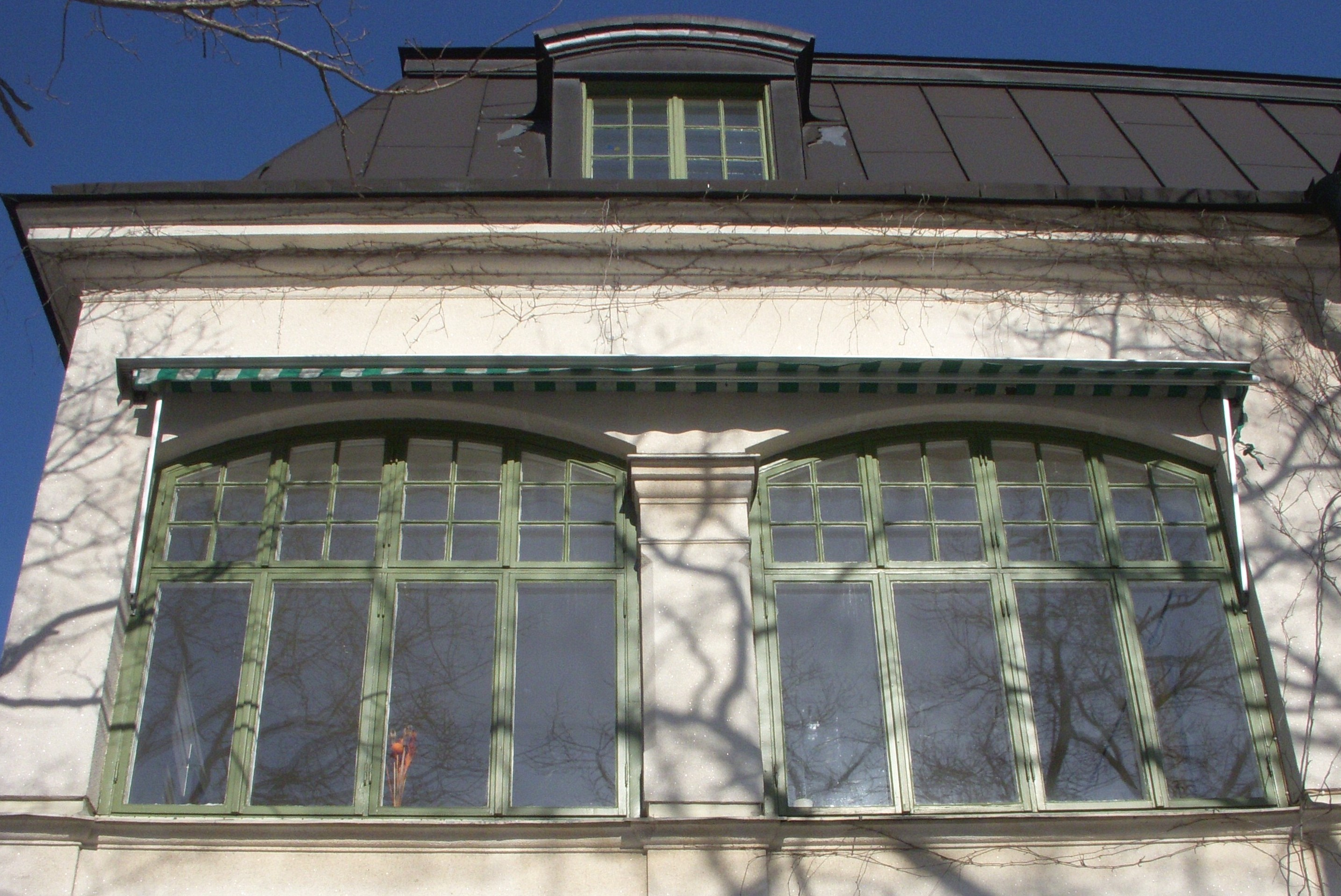
Fönsterdetalj
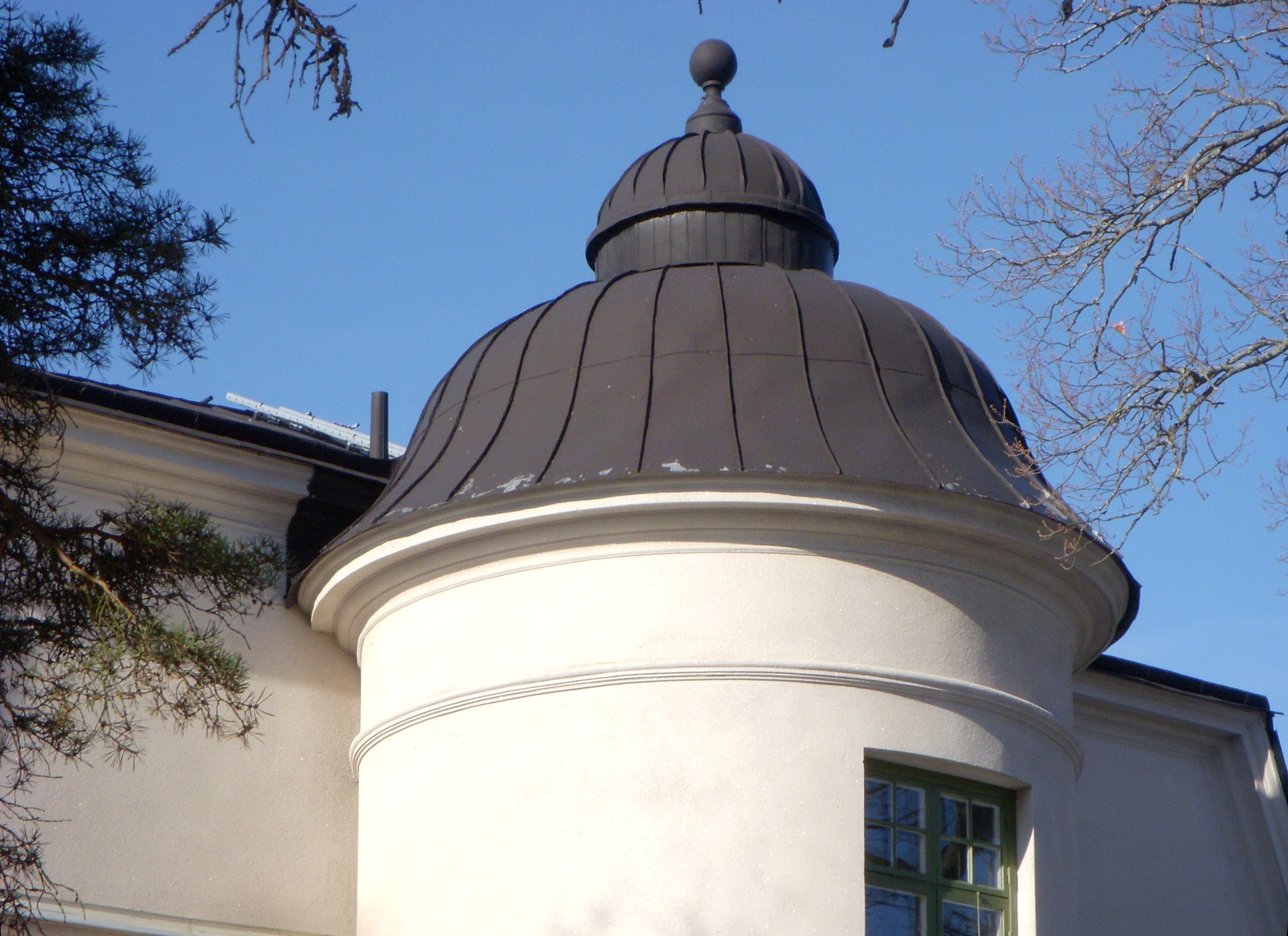
Trapphustornet
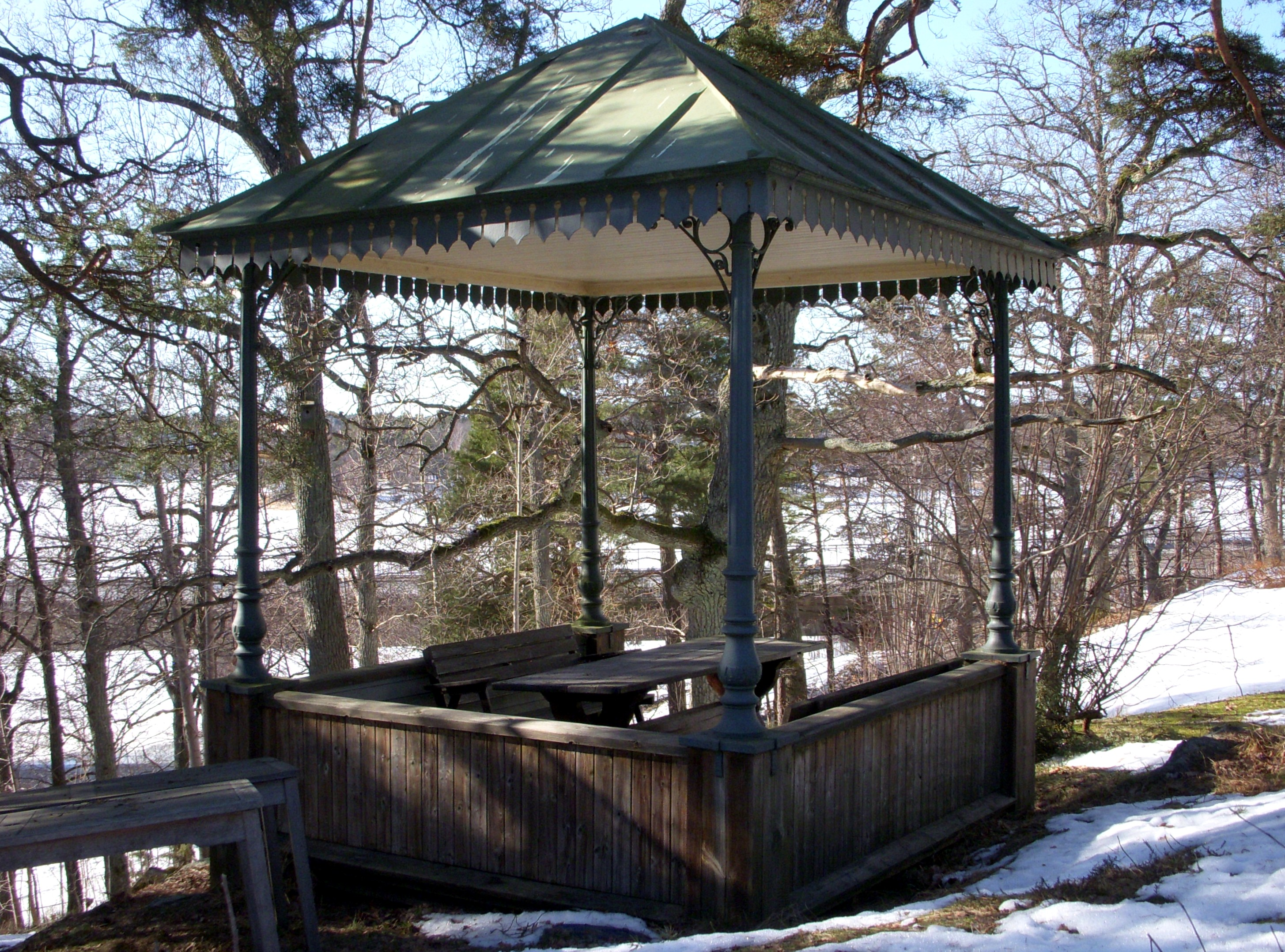
Lusthuset